# Tořič hmyzonosný
Tořič hmyzonosný (Ophrys insectifera) je vytrvalá bylina z rodu tořič (Ophrys), která v České republice patří ke kriticky ohroženým druhům.

## Popis

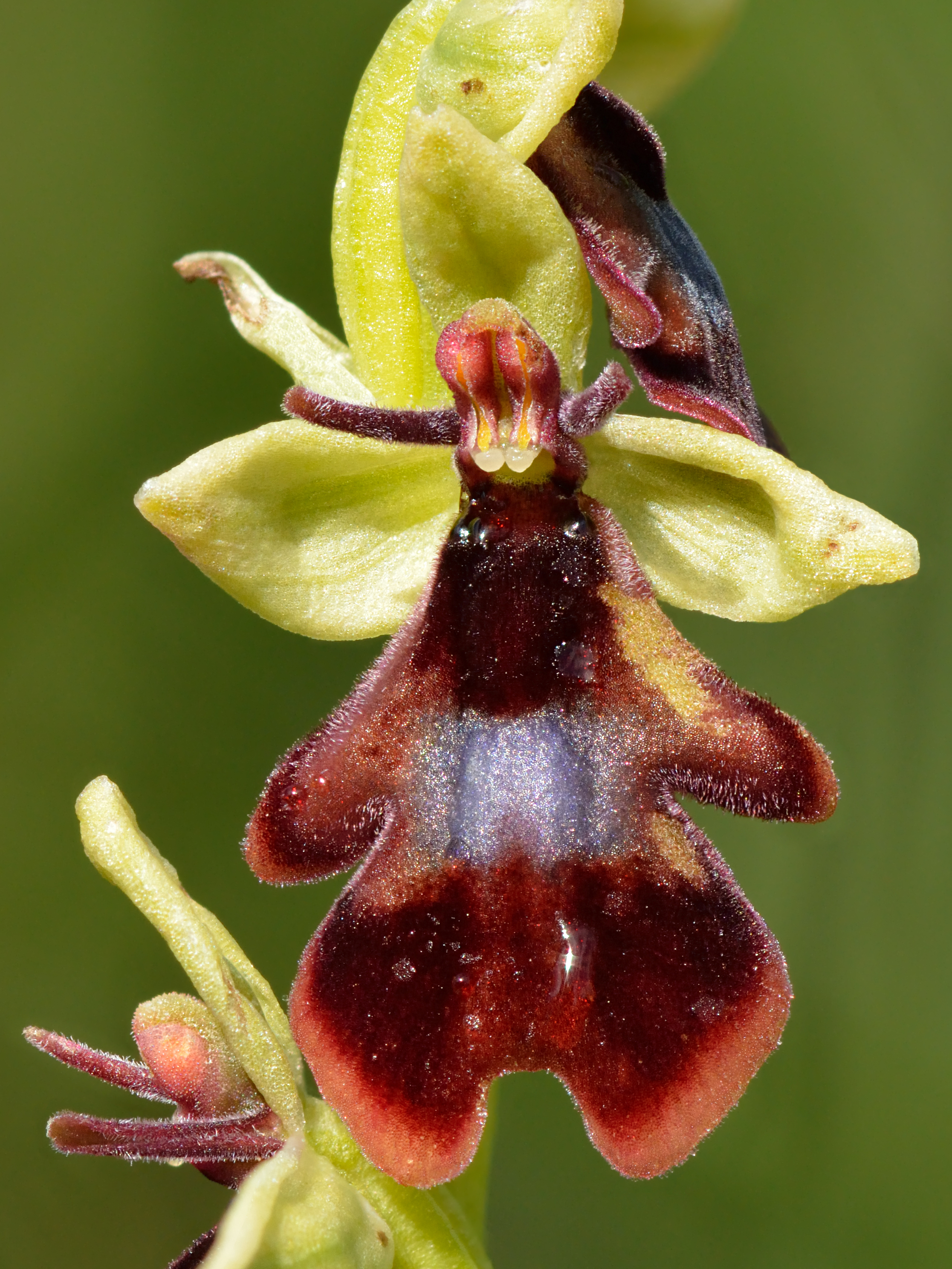
Detail květu tořiče hmyzonosného

Tořič hmyzonosný je vzpřímená rostlina dosahující výšky 15–50 cm. Kvete od května do června – vnější okvětí je zelené a vnitřní okvětní načervenalé až hnědě nachové. Květ, připomínající hmyz, produkuje také vůně imitující specifické feromony zaměřené na samečky určitých vosiček, které se snaží s květem spářit a opakovanými pokusy na různých rostlinách dochází k opylování.

## Stanoviště, rozšíření
Tořič hmyzonosný se vyskytuje na pastvinách, loukách nebo na křovinatých stráních, jejichž půda je dostatečně vápnitá a humózní. Je to původní evropská rostlina s výskytem od britských ostrovů přes Pobaltí a Rusko až po severní Skandinávii. Na jihu se vyskytuje od severních oblastí balkánského poloostrova přes severní Itálii až po Pyreneje.
V České republice se vyskytuje na malé lokalitě v úštěcké pahorkatině, v Českém středohoří, Polabí, na Rožďalovické tabuli nebo v Pošumaví (okolí Vimperka a Sušice). Na Moravě se tento druh pravděpodobně nevyskytuje.